# Major League Baseball Zuschauerrekorde
Diese Seite listet Zuschauerrekorde in den beiden Profiligen American League und National League des US-amerikanischen Baseballverbands Major League Baseball (MLB) auf.

## Meistbesuchtes Spiel in einer Preseason
Das meistbesuchte Spiel in einer Preseason der MLB war ein Spiel zwischen den Boston Red Sox und den Los Angeles Dodgers am Samstag, den 29. März 2008 im Los Angeles Memorial Coliseum mit 115.301 Zuschauern.

## Spiel mit den wenigsten Zuschauern
Bei einem Spiel zwischen den Baltimore Orioles und den Chicago White Sox am 29. April 2015 im Oriole Park at Camden Yards waren aufgrund von Protesten null Zuschauer anwesend. Das Stadion blieb wegen Sicherheitsbedenken für Zuschauer geschlossen, aber das Spiel fand dennoch statt.  Zuvor hielt den Rekord ein Spiel im Jahr 1882 zwischen den Troy Trojans und den Worcester Ruby Legs in Worcester, Massachusetts mit nur sechs Zuschauern.

## Saison-Zuschauerrekorde der einzelnen Teams
| Teamname              | Saison | Σ Heimspiele | Ø pro Spiel | Stadion                       |
| --------------------- | ------ | ------------ | ----------- | ----------------------------- |
| Arizona Diamondbacks  | 1998   | 3.610.290    | 44.571      | Bank One Ballpark             |
| Atlanta Braves        | 1993   | 3.884.720    | 47.960      | Atlanta-Fulton County Stadium |
| Baltimore Orioles     | 1997   | 3.711.132    | 45.816      | Oriole Park at Camden Yards   |
| Boston Red Sox        | 2009   | 3.062.699    | 37.811      | Fenway Park                   |
| Chicago Cubs          | 2008   | 3.300.200    | 40.743      | Wrigley Field                 |
| Chicago White Sox     | 2006   | 2.957.414    | 36.511      | U.S. Cellular Field           |
| Cincinnati Reds       | 1976   | 2.629.708    | 32.466      | Riverfront Stadium            |
| Cleveland Indians     | 1999   | 3.468.456    | 42.820      | Jacobs Field                  |
| Colorado Rockies      | 1993   | 4.483.350    | 55.350      | Mile High Stadium             |
| Detroit Tigers        | 2008   | 3.202.645    | 39.539      | Comerica Park                 |
| Florida Marlins       | 1993   | 3.064.847    | 37.838      | Joe Robbie Stadium            |
| Houston Astros        | 2004   | 3.087.872    | 38.122      | Minute Maid Park              |
| Kansas City Royals    | 2015   | 2.708.549    | 33.439      | Kauffman Stadium              |
| Los Angeles Angels    | 2006   | 3.406.790    | 42.059      | Angel Stadium of Anaheim      |
| Los Angeles Dodgers   | 2018   | 3.857.500    | 47.042      | Dodger Stadium                |
| Milwaukee Brewers     | 2011   | 3.071.373    | 37.918      | Miller Park                   |
| Minnesota Twins       | 2010   | 3.223.640    | 39.798      | Target Field                  |
| New York Mets         | 2008   | 4.042.045    | 49.902      | Shea Stadium                  |
| New York Yankees      | 2008   | 4.298.655    | 53.070      | Yankee Stadium                |
| Oakland Athletics     | 1990   | 2.900.217    | 35.805      | Oakland Coliseum              |
| Philadelphia Phillies | 2011   | 3.680.718    | 45.440      | Citizens Bank Park            |
| Pittsburgh Pirates    | 2015   | 2.498.596    | 30.847      | PNC Park                      |
| Seattle Mariners      | 2002   | 3.542.938    | 43.740      | T-Mobile Park                 |
| St. Louis Cardinals   | 2007   | 3.552.180    | 43.854      | Busch Stadium                 |
| San Diego Padres      | 2004   | 3.016.752    | 37.244      | PETCO Park                    |
| San Francisco Giants  | 2011   | 3.387.303    | 41.819      | AT&T Park                     |
| Tampa Bay Rays        | 1998   | 2.506.293    | 30.942      | Tropicana Field               |
| Texas Rangers         | 2012   | 3.460.280    | 42.720      | The Ballpark in Arlington     |
| Toronto Blue Jays     | 1993   | 4.057.947    | 50.098      | SkyDome                       |
| Washington Nationals  | 2005   | 2.731.993    | 33.728      | R.F.K. Stadium                |

## Saisons mit mehr als 4 Millionen Heimspielbesuchern
Die Toronto Blue Jays konnten im Jahr 1991 als erstes Team in einer einzigen Saison mehr als 4 Millionen Zuschauer verbuchen.
| Teamname          | Saison | Σ Heimspiele | Ø pro Spiel | Stadion           |
| ----------------- | ------ | ------------ | ----------- | ----------------- |
| Colorado Rockies  | 1993   | 4.483.350    | 55.350      | Mile High Stadium |
| New York Yankees  | 2008   | 4.298.655    | 53.070      | Yankee Stadium    |
| New York Yankees  | 2007   | 4.271.867    | 52.739      | Yankee Stadium    |
| New York Yankees  | 2006   | 4.248.067    | 52.445      | Yankee Stadium    |
| New York Yankees  | 2005   | 4.090.696    | 50.502      | Yankee Stadium    |
| Toronto Blue Jays | 1993   | 4.057.947    | 50.098      | SkyDome           |
| New York Mets     | 2008   | 4.042.045    | 49.902      | Shea Stadium      |
| Toronto Blue Jays | 1992   | 4.028.318    | 49.732      | SkyDome           |
| Toronto Blue Jays | 1991   | 4.001.527    | 49.402      | SkyDome           |

## Entwicklung der Heimspiel-Zuschauerrekorde
| Saison | Team                  | Σ Heimspiele | Ø pro Spiel | Stadion                       |
| ------ | --------------------- | ------------ | ----------- | ----------------------------- |
| 1993   | Colorado Rockies      | 4.483.350    | 55.350      | Mile High Stadium             |
| 1992   | Toronto Blue Jays     | 4.028.318    | 49.732      | SkyDome                       |
| 1991   | Toronto Blue Jays     | 4.001.527    | 49.402      | SkyDome                       |
| 1990   | Toronto Blue Jays     | 3.885.284    | 47.966      | SkyDome                       |
| 1982   | Los Angeles Dodgers   | 3.608.881    | 44.554      | Dodger Stadium                |
| 1978   | Los Angeles Dodgers   | 3.347.845    | 41.331      | Dodger Stadium                |
| 1977   | Los Angeles Dodgers   | 2.955.087    | 36.483      | Dodger Stadium                |
| 1962   | Los Angeles Dodgers   | 2.755.184    | 33.195      | Dodger Stadium                |
| 1948   | Cleveland Indians     | 2.620.627    | 33.172      | Cleveland Stadium             |
| 1946   | New York Yankees      | 2.265.512    | 29.422      | Yankee Stadium                |
| 1920   | New York Yankees      | 1.289.422    | 16.746      | Polo Grounds IV               |
| 1908   | New York Giants       | 910.000      | 11.375      | Polo Grounds III              |
| 1905   | Chicago White Sox     | 687.419      | 8.383       | South Side Park II            |
| 1904   | Boston Americans      | 623.295      | 7.695       | Huntington Avenue Grounds     |
| 1903   | New York Giants       | 579.530      | 8.279       | Polo Grounds III              |
| 1895   | Philadelphia Phillies | 474.971      | 7.142       | Baker Bowl                    |
| 1894   | New York Giants       | 387.000      | 5.650       | Polo Grounds III              |
| 1893   | Philadelphia Phillies | 293.019      | 4.406       | Philadelphia Baseball Grounds |
| 1891   | Philadelphia Phillies | 217.282      | 3.149       | Philadelphia Baseball Grounds |
| 1890   | Philadelphia Phillies | 148.366      | 2.231       | Philadelphia Baseball Grounds |

## World-Series-Spiele mit den meisten Zuschauern
| Zuschauer | Gegner                                  | Spiel Nr. | Datum              | Stadion                       |
| --------- | --------------------------------------- | --------- | ------------------ | ----------------------------- |
| 92.706    | Chicago White Sox – Los Angeles Dodgers | Spiel 5   | 6. Oktober 1959    | Los Angeles Memorial Coliseum |
| 92.650    | Chicago White Sox – Los Angeles Dodgers | Spiel 4   | 5. Oktober 1959    | Los Angeles Memorial Coliseum |
| 92.394    | Chicago White Sox – Los Angeles Dodgers | Spiel 3   | 4. Oktober 1959    | Los Angeles Memorial Coliseum |
| 86.288    | Boston Braves – Cleveland Indians       | Spiel 5   | 10. Oktober 1948   | Cleveland Stadium             |
| 81.897    | Boston Braves – Cleveland Indians       | Spiel 4   | 9. Oktober 1948    | Cleveland Stadium             |
| 78.102    | New York Giants – Cleveland Indians     | Spiel 4   | 2. Oktober 1954    | Cleveland Stadium             |
| 74.065    | Brooklyn Dodgers – New York Yankees     | Spiel 6   | 5. Oktober 1947    | Yankee Stadium                |
| 73.977    | Brooklyn Dodgers – New York Yankees     | Spiel 3   | 6. Oktober 1956    | Yankee Stadium                |
| 73.365    | Brooklyn Dodgers – New York Yankees     | Spiel 1   | 30. September 1947 | Yankee Stadium                |
| 71.787    | Brooklyn Dodgers – New York Yankees     | Spiel 4   | 4. Oktober 1952    | Yankee Stadium                |